# 지나 러몬도
지나 마리 러몬도(Gina Marie Raimondo, 1971년 5월 17일 ~ )은 미국의 정치인으로 전임 상무부 장관이다.

## 학력
- 하버드 대학교 경제학 학사
- 옥스퍼드 대학교 뉴 칼리지 사회학 석사, 박사
- 예일 대학교 법학 법무박사

## 경력
- 2011.01 ~ 2015.01 제30대 로드아일랜드 재무장관
- 2015.01 ~ 2021.03 제75대 로드아일랜드 주지사
- 2021.03 ~ 2025.01 제40대 미국 상무부 장관

## 역대 선거 결과
| 선거명      | 직책명                | 대수 | 정당   | 득표율 | 득표수    | 결과 | 당락                         |
| ----------- | --------------------- | ---- | ------ | ------ | --------- | ---- | ---------------------------- |
| 2010년 선거 | 로드아일랜드 재무장관 | 30대 | 민주당 | 62.14% | 201,625표 | 1위  | 로드아일랜드주 재무장관 당선 |
| 2014년 선거 | 로드아일랜드 주지사   | 75대 | 민주당 | 40.70% | 131,899표 | 1위  | 로드아일랜드 주지사 당선     |
| 2018년 선거 | 로드아일랜드 주지사   | 75대 | 민주당 | 52.64% | 198,122표 | 1위  | 로드아일랜드 주지사 당선     |